# Aeroportul Chitral
Aeroportul Chitral (IATA: CJL, ICAO: OPCH) este un aeroport din Lower Chitral District⁠(d), Malakand Division⁠(d), Khyber Pakhtunkhwa⁠(d), Pakistan ce deservește zona Chitral valley⁠(d). A fost numit după zona deservită.
Situat la o altitudine de 1.500 m, aeroportul dispune de o singură pistă. Este operat de Pakistan Civil Aviation Authority⁠(d).